# Відвертості
«Відвертості» — кінофільм режисера Малгожати Шумовської, що вийшов на екрани в 2011 році.

## Зміст
Анна — журналістка престижного журналу «Elle». Вона береться за черговий гарячий репортаж, в ході якого спілкується зі студентками, що забезпечують своє життя, займаючись проституцією. У міру того як героїня все глибше занурюється в раніше приховану від неї реальність, вона розуміє, що раніше дивилася на світ кілька обмежено і поступово змінює свої погляди.

## Ролі
| Актор             | Роль              |
| ----------------- | ----------------- |
| Жульєт Бінош      | Енн               |
| Джоенна Куліг     | Алісія            |
| Анаїс Демустьє    | Шарлотта          |
| Луї-До де Ланкесе | Патрік            |
| Кристина Янда     | La mère d'Anne    |
| Анджей Хира       | Le client sadique |
| Алі Мархьяр       | Саїд              |
| Жан-Марі Бінош    | Le père d'Anne    |
| Франсуа Сивіль    | Флоран            |
| Пабло Бюне        | Стефан            |

## Знімальна група
- Режисер — Малгожата Шумовська
- Сценарист — Тіне Біркел, Малгожата Шумовська
- Продюсер — Маріанна Слот, Деніел Блум, Беттіна Брокемпер
- Композитор — Павєл Микєтин

## Нагороди[1]

### Polish Film Awards
- 2011 — Джоанна Куліг («Найкраща актриса другого плану»)